# ميس لوزوني
ميس لوزوني (الاسم العلمي: Celtis luzonica) هو نوع نباتي يتبع جنس الميس من فصيلة القنبية.